# Ystads IF
Ystad/Ysted  IF (YIF) er en skånsk idrætsklub i Ystad/Ysted , mest kendt for at have blevet svensk håndboldmester to gange, i 1976 og 1992 i den bedste række Handbollsligan. Klubben omfatter fodbold, håndbold og atletik. Siden 2016 spiller håndboldholdet sine hjemmekampe i Ystad Arena hvor lokalopgøret med ærkerivalerne Ysted-Kammeraterne tiltrækker mange tilskuere.
Mens rivalen Kammeraterne historisk har været arbejderklassens hold, har YIF været det svenske militærs hold.
Spillerdragten er hvide bluser og blå bukser.
Klubbens kælenavn er Di Hvide (skånsk dialekt). 
Klubbens førstehold i håndbold havde i perioden 2007-10 den tidligere danske landsholdstræner Torben Winther som træner.